# ドン・シャープ
ドナルド・ハーマン・"ドン"・シャープ（Donald Herman "Don" Sharp, 1921年4月19日 - 2011年12月14日）は、オーストラリア出身のイギリスの映画監督である。

## 生涯
タスマニア州ホバートで生まれる。大学はセントウェルギリウス大学に通った。1941年4月7日にオーストラリア空軍に入隊し、1944年3月17日に除隊した。最終階級は伍長である。
オーストラリアや日本の舞台・ラジオで俳優として活動した後はイギリスに移り、『Ha'penny Breeze』（1950年）で初めて脚本・製作を手掛ける。
1960年代にはハマー・フィルム・プロダクションで『怪人フー・マンチュー』などのホラー映画を監督する。
2011年12月14日に90歳で亡くなった。

## 主なフィルモグラフィ

### 映画
- Ha'penny Breeze (1950) 脚本・製作
- Conflict of Wings (1954) 脚本
- The Golden Disc (1959) 監督
- Linda (1960) 監督
- Two Guys Abroad (1962) 監督
- It's All Happening (1963) 監督
- 吸血鬼の接吻 The Kiss of the Vampire (1963) 監督
- Witchcraft (1964) 監督
- 海賊船悪魔号 The Devil-Ship Pirates (1964) 監督
- 蝿男の呪い Curse of the Fly (1965) 監督
- 怪人フー・マンチュー The Face of Fu Manchu (1965) 監督
- 白夜の陰獣 Rasputin: The Mad Monk (1966) 監督
- Our Man in Marrakesh (1966) 監督
- 怪人フー・マンチュー/連続美女誘拐事件 The Brides of Fu Manchu (1966) 監督・脚本（クレジット無し）
- The Violent Enemy (1967)
- ああ月旅行 Rocket to the Moon (1967) 監督
- 緯度0大作戦 (1969) 製作
- Dark Places (1973) 監督・脚本
- サイコマニア Psychomania (1973) 監督
- 暗殺指令ブラック・サンデー Callan (1974) 監督
- 怒りの日 Hennessy (1975) 監督
- 39階段 The Thirty Nine Steps (1978) 監督
- オーロラ殺人事件 Bear Island (1979) 監督・脚本
- SF謎の地底人発見 What Waits Below (1985) 監督

### テレビ
- The Four Feathers (1977) テレビ映画、監督
- 悪魔の異形 Hammer House of Horror (1980) テレビシリーズ、監督
- 炎のエマ A Woman of Substance (1984) ミニシリーズ、監督
- 華麗なる女実業家 続・炎のエマ Hold the Dream (1986) テレビ映画、監督
- 欲情の扉 Tears in the Rain (1988) テレビ映画、監督
- Act of Will (1989) テレビシリーズ、監督